# Diócesis de Montauban
La diócesis de Montauban (en latín: Dioecesis Montis Albani y en francés: Diocèse de Montauban) es una circunscripción eclesiástica de la Iglesia católica en Francia. Se trata de una diócesis latina, sufragánea de la arquidiócesis de Toulouse. Desde el 29 de octubre de 2022 su obispo es Alain Guellec.

## Territorio y organización

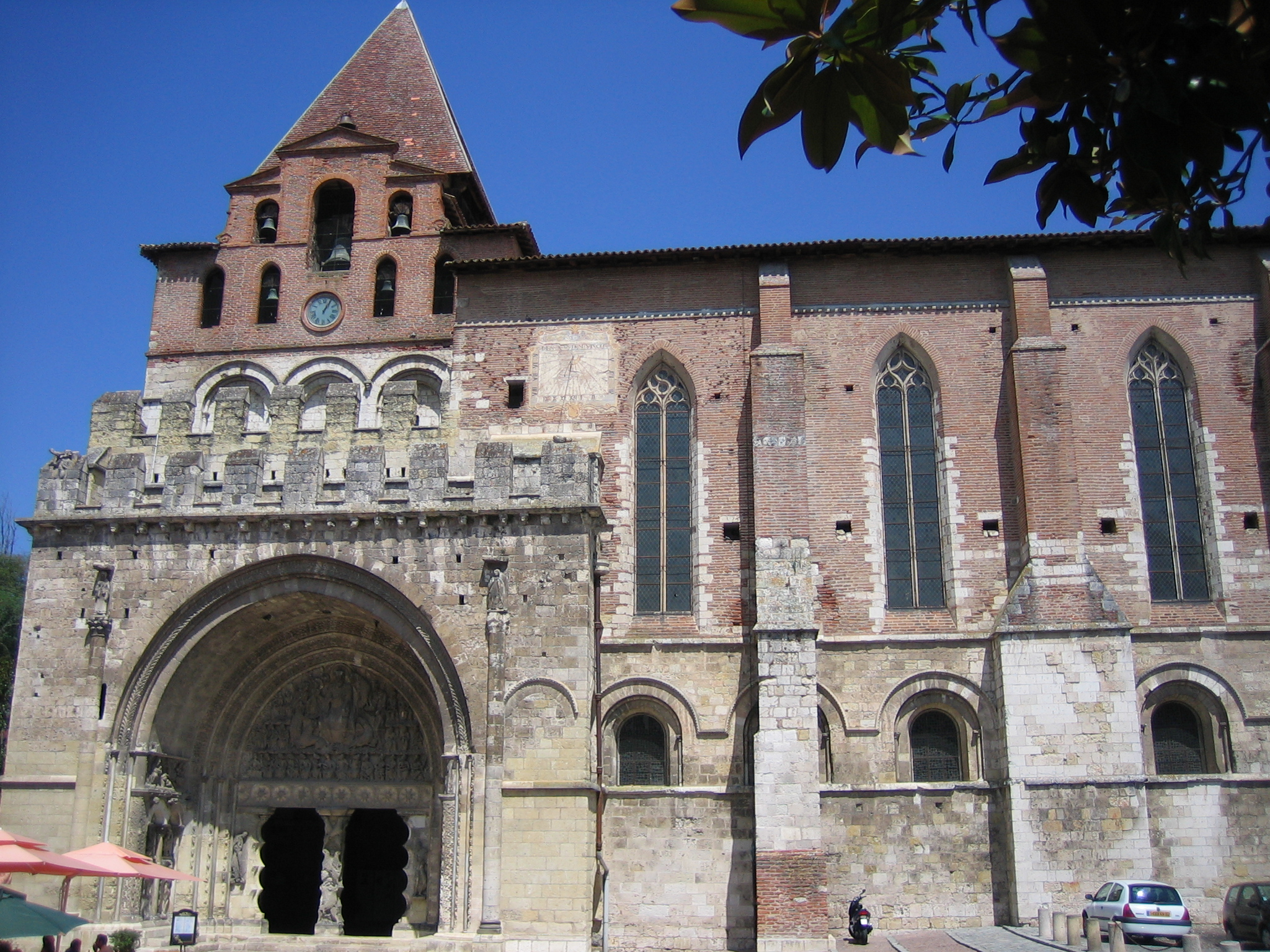
Abadía de San Pedro, en Moissac

La diócesis tiene 3717 km² y extiende su jurisdicción sobre los fieles católicos de rito latino residentes en el departamento de Tarn y Garona en la región de Occitania.

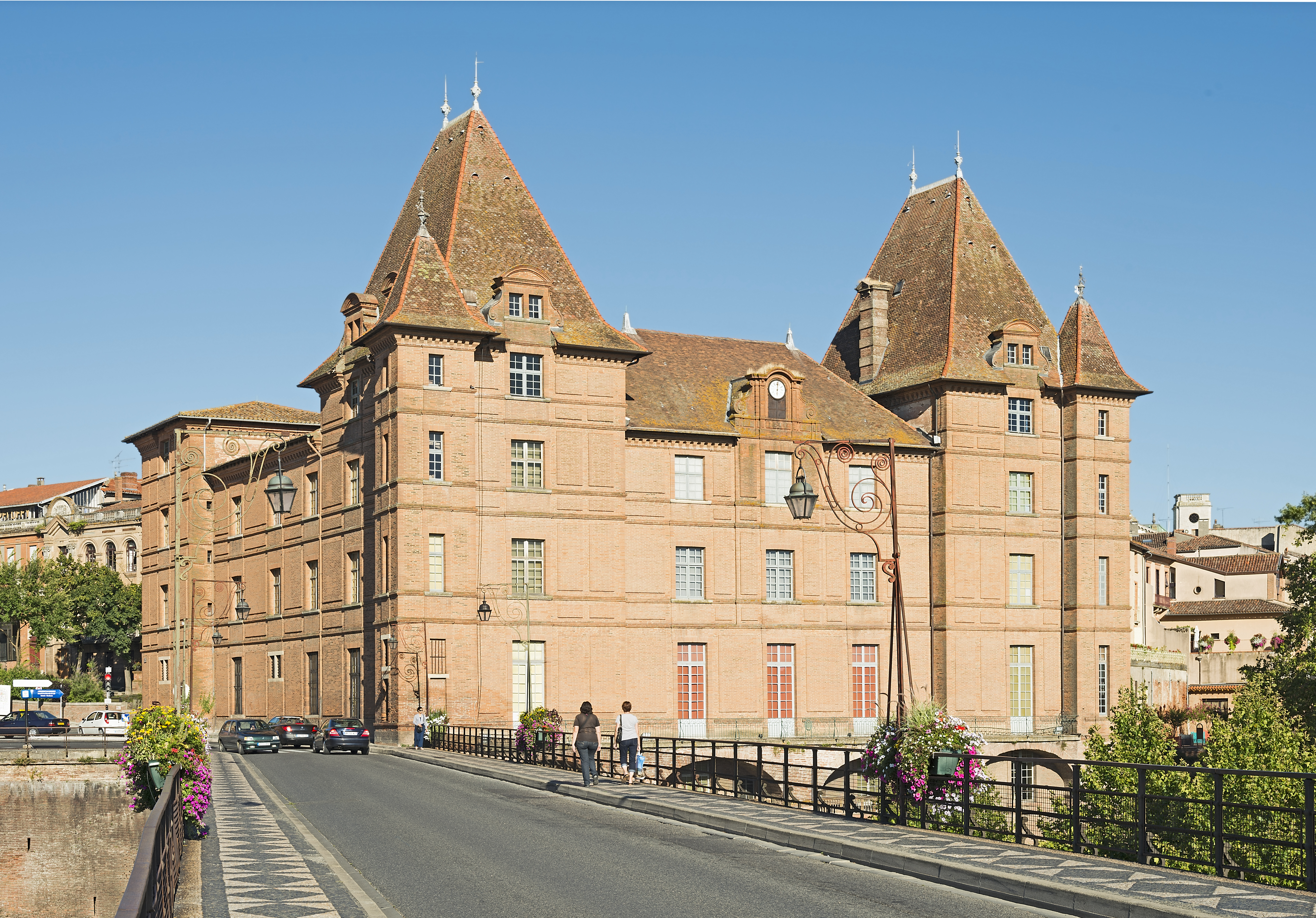
Antiguo palacio episcopal de Montauban, que fue sede de los obispos de 1680 a 1790, y que hoy alberga el Museo Ingres

La sede de la diócesis se encuentra en la ciudad de Montauban, en donde se halla la Catedral de Nuestra Señora de la Asunción. En Moissac se halla la abadía de San Pedro, declarada Patrimonio de la Humanidad.
En 2021 en la diócesis existían 321 parroquias agrupadas en 9 decanatos.

## Historia
San Teodardo, arzobispo de Narbona, había fundado una abadía dedicada a san Martín en el siglo IX en un terreno que poseía en la confluencia del río Tarn y del Tescou, en la zona de Montauriol. Más tarde, la abadía tomó el nombre de San Teodardo, porque su fundador había muerto y fue enterrado allí. La ciudad de Montauban fue fundada cerca de la abadía en 1144.
La abadía fue erigida en diócesis el 11 de julio de 1317 mediante la bula Salvator noster del papa Juan XXII. Bertrand du Puy, el último abad de San Teodardo, fue nombrado primer obispo. En febrero del año siguiente, el papa, con bula de 22 de febrero de 1318, definió los límites y la composición del territorio de la nueva diócesis, derivada del de la arquidiócesis de Toulouse y de la diócesis de Cahors.
La abadía de Montauriol fue sede episcopal hasta 1396, cuando el obispo Bertrand Robert de Saint-Jal trasladó su residencia a la ciudad de Montauban.
En la segunda mitad del siglo XVI, los calvinistas se adueñaron de la ciudad, a pesar de la enérgica resistencia de los obispos. En 1561 se prohibió el culto católico y se inició la destrucción de iglesias, que continuó en 1567. En 1570 la ciudad se convirtió en uno de los cuatro bastiones protestantes. En 1600 se permitió el culto católico por un corto período, pero no fue hasta 1629 que los católicos lograron recuperar el control de la ciudad, tras la derrota definitiva de los protestantes; en este mismo año el obispo pudo regresar a su ciudad episcopal después de años de peregrinación en diversos castillos de la diócesis.
Durante el período calvinista fueron destruidas tanto la catedral como la antigua abadía de San Teodardo (1567). En 1692 se colocó la primera piedra de la nueva catedral, que fue consagrada solemnemente el 1 de noviembre de 1739. En 1664 el obispo Pierre de Bertier hizo construir la nueva residencia episcopal, que hoy alberga el Museo Ingres.
A raíz del concordato mediante la bula Qui Christi Domini del papa Pío VII del 29 de noviembre de 1801, la diócesis fue suprimida y su territorio fue incorporado al de la arquidiócesis de Toulouse y a las diócesis de Agen y Cahors.
En 1808 Napoleón Bonaparte estableció el departamento de Tarn y Garona y el 17 de febrero del mismo año el papa Pío VII mediante la bula Supremo pastorali munere acordó restablecer la diócesis en el territorio del departamento, que estaba incluido en la diócesis de Cahors. En realidad, estas decisiones quedaron en letra muerta, ya que era imposible nombrar un obispo.
Recién el 6 de octubre de 1822 mediante la bula Paternae charitatis del papa Pío VII se confirmó el restablecimiento de la diócesis y se nombró a un obispo llegado de América, Jean-Louis Anne Madelain Lefebvre de Cheverus, que había sido el primer obispo de Boston.

## Estadísticas
Según el Anuario Pontificio 2022 la diócesis tenía a fines de 2021 un total de 185 450 fieles bautizados.
| Año                                                                             | Población            | Población | Población      | Sacerdotes | Sacerdotes    | Sacerdotes    | Bautizados por sacerdote | Diáconos permanentes | Religiosos | Religiosos | Parroquias |
| Año                                                                             | Bautizados católicos | Total     | % de católicos | Total      | Clero secular | Clero regular | Bautizados por sacerdote | Diáconos permanentes | Varones    | Mujeres    | Parroquias |
| ------------------------------------------------------------------------------- | -------------------- | --------- | -------------- | ---------- | ------------- | ------------- | ------------------------ | -------------------- | ---------- | ---------- | ---------- |
| 1948                                                                            | 161 664              | 167 664   | 96.4           | 278        | 253           | 25            | 581                      |                      |            |            | 328        |
| 1969                                                                            | 177 000              | 183 572   | 96.4           | 231        | 219           | 12            | 766                      |                      | 22         | 600        | 94         |
| 1980                                                                            | 179 500              | 185 600   | 96.7           | 166        | 162           | 4             | 1081                     | 1                    | 4          | 347        | 295        |
| 1990                                                                            | 190 000              | 196 000   | 96.9           | 136        | 129           | 7             | 1397                     | 2                    | 15         | 288        | 295        |
| 1999                                                                            | 202 000              | 206 800   | 97.7           | 110        | 102           | 8             | 1836                     | 6                    | 14         | 217        | 295        |
| 2000                                                                            | 201 000              | 205 924   | 97.6           | 112        | 101           | 11            | 1794                     | 6                    | 13         | 206        | 295        |
| 2001                                                                            | 201 000              | 206 034   | 97.6           | 108        | 98            | 10            | 1861                     | 6                    | 12         | 195        | 295        |
| 2002                                                                            | 201 000              | 206 034   | 97.6           | 98         | 89            | 9             | 2051                     | 6                    | 11         | 201        | 295        |
| 2003                                                                            | 160 000              | 206 034   | 77.7           | 98         | 89            | 9             | 1632                     | 6                    | 12         | 189        | 295        |
| 2004                                                                            | 160 000              | 206 034   | 77.7           | 93         | 83            | 10            | 1720                     | 6                    | 13         | 194        | 295        |
| 2013                                                                            | 175 900              | 230 800   | 76.2           | 71         | 59            | 12            | 2477                     | 9                    | 12         | 117        | 321        |
| 2016                                                                            | 177 844              | 252 054   | 70.6           | 61         | 61            |               | 2915                     | 10                   | 2          | 87         | 295        |
| 2019                                                                            | 180 500              | 255 700   | 70.6           | 75         | 65            | 10            | 2406                     | 9                    | 13         | 62         | 295        |
| 2021                                                                            | 185 450              | 262 780   | 70.6           | 67         | 61            | 6             | 2767                     | 10                   | 6          | 62         | 321        |
| Fuente: Catholic-Hierarchy, que a su vez toma los datos del Anuario Pontificio. |                      |           |                |            |               |               |                          |                      |            |            |            |

## Episcopologio
- Bertrand du Puy, O.S.B. † (5 de agosto de 1317-1317? falleció)
- Guillaume de Cardaillac, O.S.B. † (12 de noviembre de 1317-circa 1355 falleció)
- Jacques de Daux, O.S.A. † (10 de junio de 1355-21 de agosto de 1357 nombrado obispo de Gap)
- Bertrand de Cardaillac † (21 de agosto de 1357-1361 falleció)
  - Arnaud Bernard du Pouget † (16 de junio de 1361-1368 renunció) (administrador apostólico)
- Pierre de Chalais † (18 de octubre de 1368-22 de noviembre de 1379 falleció)
- Bertrand Robert de Saint-Jal, O.S.B. † (14 de enero de 1380-circa 5 de septiembre de 1403 falleció)
- Géraud du Puy, O.Clun. † (27 de septiembre de 1403-17 de diciembre de 1404 nombrado obispo de Saint-Flour)
- Raymond de Bar † (17 de diciembre de 1404-26 de marzo de 1424 falleció)
- Gérard de Faidit † (5 de junio de 1424-10 de septiembre de 1425 nombrado obispo de Couserans)
- Pierre de Cotigny † (28 de septiembre de 1425-24 de octubre de 1427 nombrado obispo de Castres)
- Bernard de la Roche Fontenilles, O.F.M. † (24 de octubre de 1427-septiembre de 1445 falleció)
- Aymery de Roquemaurel, O.Clun. † (7 de enero de 1446-16 de octubre de 1449 falleció)
- Bernard de Rousergues † (9 de enero de 1450-3 de enero de 1452 nombrado arzobispo de Toulouse)
- Guillaume d'Estampes † (3 de enero de 1452-18 de marzo de 1454 nombrado obispo de Condom)
- Jean de Batut de Montrosier † (29 de marzo de 1454-1470 falleció)
- Jean de Montalembert † (5 de julio de 1471-29 de diciembre de 1483 falleció)
- Georges d'Amboise † (17 de diciembre de 1484-2 de diciembre de 1491 nombrado arzobispo de Narbona)
- Jean d'Auriolle † (2 de diciembre de 1491-1516 renunció)
- Jean des Prés-Montpezat † (31 de mayo de 1516-1537 renunció)
- Jean de Lettes-Montpezat † (20 de noviembre de 1537-1556 renunció)
- Jacques des Prés-Montpezat † (12 de junio de 1556-25 de enero de 1589 falleció)
  - Sede vacante (1589-1600)
- Anne Carrion de Murviel † (15 de noviembre de 1600-8 de septiembre de 1652 falleció)
- Pierre de Bertier † (8 de septiembre de 1652 por sucesión-28 de junio de 1674 falleció)
- Jean-Baptiste-Michel Colbert † (15 de julio de 1675-12 de octubre de 1692 nombrado arzobispo de Toulouse)[nota 1]
- Henri de Nesmond † (15 de octubre de 1692-12 de noviembre de 1703 nombrado arzobispo de Albi)[nota 2]
- François Joseph Henri de Nettancourt-Vaubécourt d'Haussonville † (11 de febrero de 1704-14 de noviembre de 1729 renunció)
- Michel de Verthamon de Chavagnac † (28 de noviembre de 1729-25 de septiembre de 1762 falleció)
- Anne-François Victor Le Tonnelier de Breteuil † (24 de enero de 1763-14 de agosto de 1794 falleció)
  - Sede vacante (1794-1801)
  - Sede suprimida (1801-1808)
  - Sede vacante (1808-1822)
- Jean-Louis Anne Madelain Lefebvre de Cheverus † (3 de mayo de 1823-2 de octubre de 1826 nombrado arzobispo de Burdeos)
- Louis-Guillaume-Valentin Dubourg, P.S.S. † (2 de octubre de 1826-29 de julio de 1833 nombrado arzobispo de Besanzón)
- Jean-Armand Chaudru de Trélissac † (30 de septiembre de 1833-18 de diciembre de 1843 renunció)
- Jean-Marie Doney † (22 de enero de 1844-21 de enero de 1871 falleció)
- Théodore Legain † (24 de mayo de 1871-21 de abril de 1881 falleció)
- Adolphe-Josué-Frédéric Fiard † (18 de noviembre de 1881-10 de enero de 1908 falleció)
- Pierre-Eugène-Alexandre Marty † (10 de enero de 1908 por sucesión-3 de febrero de 1929 falleció)
- Clément-Emile Roques † (15 de abril de 1929-24 de diciembre de 1934 nombrado arzobispo de Aix)
- Eli-Antoine Durand † (29 de mayo de 1935-5 de noviembre de 1939 falleció)
- Pierre-Marie Théas † (26 de julio de 1940-17 de febrero de 1947 nombrado obispo de Tarbes y Lourdes)
- Louis-Marie-Joseph de Courrèges d'Ustou † (8 de septiembre de 1947-2 de septiembre de 1970 retirado[nota 3])
- Roger Joseph Tort † (2 de septiembre de 1970-16 de enero de 1975 falleció)
- Jacques Marie Sébastien de Saint-Blanquat (5 de agosto de 1975-18 de noviembre de 1995 renunció)
- Bernard Marie Fernand Housset (17 de mayo de 1996-28 de noviembre de 2006 nombrado obispo de La Rochelle)
- Bernard Ginoux (11 de mayo de 2007-1 de octubre de 2022 renunció)[nota 4]
- Alain Guellec, desde el 29 de octubre de 2022